# Rally de Madrid de 2001
El Rally de Madrid de 2001, oficialmente 18.º Rally de Madrid, fue la decimoctava edición y la duodécima cita de la temporada 2001 del Campeonato de España de Rally. Fue también puntuable para la Copa Clio, el Desafío Peugeot, la Copa Ibiza y la Copa Saxo. Se celebró del 30 de noviembre al 2 de diciembre y contó con un itinerario de diecisiete tramos que sumaban un total de 164,4 km cronometrados.

## Itinerario
| Día   | Tramo | Nombre       | Distancia | Ganador                           | Líder                             |
| ----- | ----- | ------------ | --------- | --------------------------------- | --------------------------------- |
| Día 1 | TC1   | IFEMA        | 2.10 km   | Luis Monzón Salvador Cañellas jr. | Luis Monzón Salvador Cañellas jr. |
| Día 1 | TC2   | Canencia     | 13.20 km  | Salvador Cañellas jr.             | Salvador Cañellas jr.             |
| Día 1 | TC3   | Madarquillos | 7.90 km   | Salvador Cañellas jr.             | Salvador Cañellas jr.             |
| Día 1 | TC4   | El Espartal  | 9.20 km   | Salvador Cañellas jr.             | Salvador Cañellas jr.             |
| Día 1 | TC5   | Patones      | 17.70 km  | Salvador Cañellas jr.             | Salvador Cañellas jr.             |
| Día 1 | TC6   | La Cabrera   | 5.40 km   | Cancelado                         | Salvador Cañellas jr.             |
| Día 1 | TC7   | Canencia     | 13.20 km  | Salvador Cañellas jr.             | Salvador Cañellas jr.             |
| Día 1 | TC8   | Madarquillos | 7.90 km   | Salvador Cañellas jr.             | Salvador Cañellas jr.             |
| Día 1 | TC9   | El Espartal  | 9.20 km   | Ricardo Avero                     | Salvador Cañellas jr.             |
| Día 1 | TC10  | Patones      | 17.70 km  | Ricardo Avero                     | Salvador Cañellas jr.             |
| Día 1 | TC11  | La Cabrera   | 5.40 km   | Ricardo Avero                     | Salvador Cañellas jr.             |
| Día 1 | TC12  | Canencia     | 13.20 km  | Luis Monzón                       | Salvador Cañellas jr.             |
| Día 1 | TC13  | Madarquillos | 7.90 km   | Luis Monzón                       | Salvador Cañellas jr.             |
| Día 1 | TC14  | El Espartal  | 9.20 km   | Luis Monzón                       | Salvador Cañellas jr.             |
| Día 1 | TC15  | Patones      | 17.70 km  | Luis Monzón                       | Luis Monzón                       |
| Día 1 | TC16  | La Cabrera   | 5.40 km   | Luis Monzón                       | Luis Monzón                       |
| Día 1 | TC17  | IFEMA        | 2.10 km   | Luis Monzón                       | Luis Monzón                       |

## Clasificación final
| Pos. | Piloto                | Copiloto          | Automóvil               | Tiempo  | Diferencia |
| ---- | --------------------- | ----------------- | ----------------------- | ------- | ---------- |
| 1.   | Luis Monzón           | José Carlos Déniz | Peugeot 206 WRC         | 1:23:47 | 0.0        |
| 2.   | Ricardo Avero         | Carlos del Barrio | Citroën Xsara Kit Car   | 1:24:40 | +0:53      |
| 3.   | Dani Solà             | Josep M. Mart     | Citroën Saxo Kit Car    | 1:27:23 | +3:36      |
| 4.   | Sergio Vallejo        | Diego Vallejo     | Fiat Punto Kit Car      | 1:27:32 | +3:45      |
| 5.   | José Antonio Torres   | Germán Bello      | Citroën Saxo Kit Car    | 1:30:04 | +6:17      |
| 6.   | Enrique García Ojeda  | Raquel Fernández  | Peugeot 106 Maxi        | 1:30:48 | +7:01      |
| 7.   | Ramón Santiso         | Alberto Ávila     | Ford Escort RS Cosworth | 1:30:59 | +7:12      |
| 8.   | José Piñón            | Enrique Velasco   | Renault Clio Sport      | 1:31:02 | +7:15      |
| 9.   | Javier Azcona         | Alejandro Noriega | Renault Clio Sport      | 1:32:11 | +8:24      |
| 10.  | Miguel Mártinez-Conde | Adrián Ruiz       | Renault Clio Sport      | 1:32:45 | +8:58      |